# Les Mémoires de Spirou

Les Mémoires de Spirou n'est pas un album de bande dessinée mais plutôt une biographie du personnage de fiction qui contient plusieurs histoires inédites. Elle fut publiée pour les 50 ans du personnage.

## Description
Ce livre de plus de 150 pages fut publié en 1989 par Dupuis. Thierry Martens et Jean-Paul Tibéri y ont recueilli les propos de Spirou qui nous racontent 50 ans d'aventures : ses débuts au Moustic-Hôtel, sa rencontre avec Fantasio et tous les personnages qui le suivront ou le précéderont, des présentations de ses auteurs avec, chaque fois, des courtes histoires inédites desdits auteurs. Le tout ponctué d'une bibliographie exhaustive de ces 50 premières années d'existence.

## Les histoires

### Le Marsupilami descend sur la ville
dessins : André Franquin, scénario : Peyo, 1955.
Pas de Spirou dans cette histoire mais plutôt les péripéties de ce fabuleux animal.

### Le Petit Spirou
dessins et scénario : Tome et Janry, 1981.
À l'époque, seule une trentaine de gags du Petit Spirou avait été publiée dans le journal. C'est donc la première apparition sous forme de deux gags.